# 加斯里森特
加斯里森特（Guthrie Center）是美国艾奥瓦州加斯里县的城市和县城。2010年美国人口普查时人口为1569人。
加斯里森特是得梅因-西得梅因大都会统计区的一部分。